# Rumex vesicarius
Rumex vesicarius es una planta de la familia de las poligonáceas originaria del África sahariana y de Oriente Medio.

## Descripción
Es una planta anual herbácea que puede alcanzar 50-60 centímetros de altura. Inflorescencias rojas grandes y sin hojas
erguida y suculenta  y tiene hojas triangulares a ovadas que están truncadas o cordadas en la base y de unos 5-10 cm de largo, con márgenes enteros.  Las estípulas forman una vaina casi completa alrededor del tallo que se desintegra. Las flores son verdes con un tinte rojo y tienen seis segmentos de perianto, los tres internos se agrandan y se vuelven parecidos al papel cuando fructifican. La fruta dura, roja y con vetas reticuladas persiste,   dando lugar a exhibiciones espectaculares.
Son características sus flores con aletas rosadas finamente acanaladas.

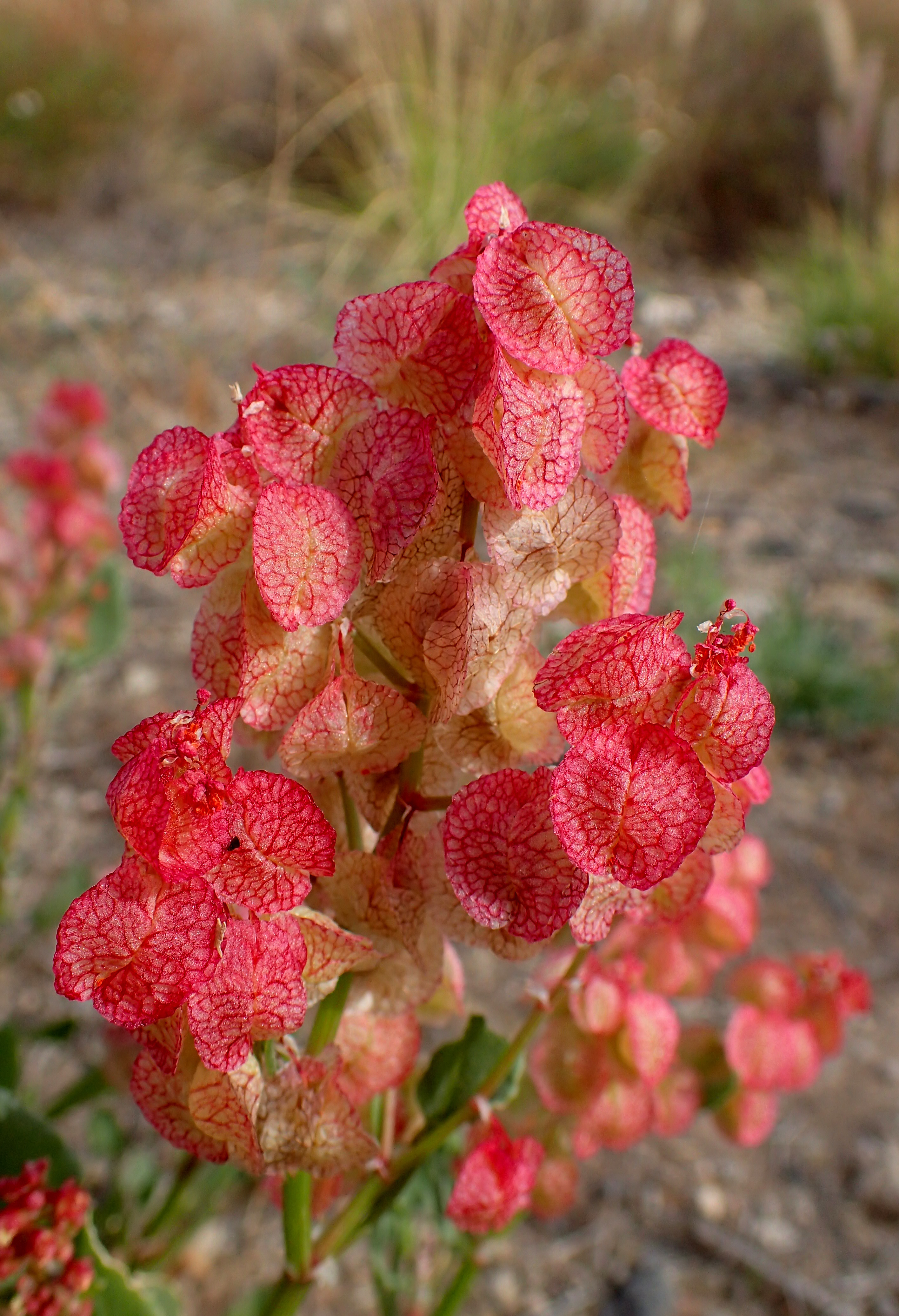
Espiga floral de Rumex vesicarius en Tenerife

## Distribución y hábitat
Rumex vesicarius se distribuye en las zonas áridas del África sahariana, de la península arábiga y de Oriente Medio, desde las Islas Canarias hasta el Penjab.  En rocas y rocallas, pastos arenosos y pedregosos. En Marruecos en el Alto Atlas y Anti-Atlas. Según Plants of the World Online, Rumex vesicarius es originario de las zonas tropicales y templadas de Asia, África y Australia Occidental. Sin embargo, el Consejo de Jefes de Herbarios Australasianos afirma que dentro de Australia está naturalizado en Australia Occidental, el Territorio del Norte, Australia del Sur, Queensland y Nueva Gales del Sur.
En las Islas Canarias, la variedad Rumex vesicarius var. rhodophysa Ball es una especie  pionera de las rocas volcánicas, su nombre local es Vinagrerilla roja.

## Importancia económica y cultural
Usos
La planta parece tener propiedades astringeantes, diuréticas y laxantes

## Taxonomía
Etimología
El epíteto específico, vesicarius, deriva de la palabra latina, vesica, que significa "vejiga", para dar un adjetivo que describe el fruto de la planta como "inflado", "parecido a una vejiga".
Sinónimos
- Rumex roseus  Auct. sensu Desf. no L.
- Acetosa vesicaria (L.) Á.Löve
- Lapathum vesicarium (L.) Moench
- Rumex americanus Campd.
- Rumex bolosii Stübing, Peris & Romo
- Rumex clementii Domin[7]